# Wissadula grandifolia
Wissadula grandifolia là một loài thực vật có hoa trong họ Cẩm quỳ. Loài này được Baker f. ex Rusby miêu tả khoa học đầu tiên năm 1907.